# Westnewton (Kumbria)
Westnewton – wieś w Anglii, w Kumbrii, w dystrykcie (unitary authority) Cumberland. Leży 29 km na południowy zachód od miasta Carlisle i 423 km na północny zachód od Londynu.